# ألفرد هويت
ألفرد هويت (بالفرنسية: Alfred Huet du Pavillon )‏ (و. 1829 – 1907 م) هو عالم نبات، من فرنسا، توفي عن عمر يناهز 78 عاماً.